# Théo Schmied
Pour les articles homonymes, voir Schmied.
Théo Schmied (né Théodore Schmied à Paris le 10 septembre 1900, où il est mort le 7 septembre 1985) est un graveur français.

## Biographie
Fils et élève de François-Louis Schmied originaire de Genève, il collabore avec son père installé à Paris dans un vaste atelier, à l'édition de livres de bibliophilie et grave sur bois les illustrations qui y sont produites destinées à des ouvrages dont L'Odyssée d'Homère, Le Tapis de prières et L'Agneau du Moghreb de Lucien Graux, Prométhée enchaîné d'Eschyle, Faust de Goethe, Le Sud marocain.
À partir de 1924, Théo Schmied prend la direction de l'atelier de son père.
Il s'intéresse au mouvement surréaliste, ce qui l'amène à réaliser des estampes personnelles.
Il grave des bois pour illustrer : Les Moralités légendaires de Jules Laforgue, L'Avare de Molière, il illustre, grave et imprime des livres d'enfants : L'Oiseau bleu de Madame d'Aulnoy, Les contes de Beau-Caquet de Georgette d'Aumale, L'Histoire de Blondine de La comtesse de Ségur, Yvon et Finette d'E. de La Boulaye.
Théo Schmied collabore avec des peintres dont il interprète les compositions  : Henri Laurens, Roger Chapelain-Midy, Robert Beltz, Roland Oudot, Philippe Julian, Madeleine Luka pour Le Poète rustique (1943) de Francis Jammes, Henri Matisse, Albert Marquet, Fernand Léger et Jean Piaubert.